# Estepa
Estepa er en by og kommune i det sydlige Spanien i provinsen Sevilla. Den har et indbyggertal på 12.394 (2024) indbyggere.